# Vaudancourt

Vaudancourt este o comună în departamentul Oise, Franța. În 1 ianuarie 2022 avea o populație de 163 de locuitori.